# Andrea Mongelli
Andrea Mongelli (Bari (Pulla), 16 de desembre, 1901 – Roma (Laci), 12 de febrer, 1970), va ser un cantant de la corda de baix italià.

## Biografia
Baix amb "una veu potent, amb un timbre càlid i baríton i un estil interpretatiu incomparable", també actiu com a baríton en la segona part de la seva carrera, va debutar al Teatre Petruzzelli de Bari l'any 1918, a la sarsuela La gran vía de Joaquín Valverde Durán i Federico Chueca (i va ser precisament al teatre de Bari on Mongelli va fer la seva actuació número 7081 l'any 1955. El 1922 va debutar a Lecce en el paper de Mefistofele, aconseguint un entusiasta elogi de la crítica i la del públic.
El novembre de 1926 a Filadelfia és Ramfis a Aïda. També va ser protagonista durant més de vint anys al Teatro dell'Opera di Roma on va debutar el 1928 en el paper de Zúñiga a Carmen amb Miguel Fleta  i Benvenuto Franci seguit de Raimondo a Lucia di Lammermoor dirigida per Gino Marinuzzi (pare) (1882-1945) amb Toti Dal Monte, Fleta i Riccardo Stracciari, el comte Rodolfo a La sonnambula dirigida per Marinuzzi amb Dal Monte i Tito Schipa i Ramfis a Aïda dirigida per Marinuzzi amb Fanny Anitúa i Franci.
El 1932 al Teatre de La Scala de Milà és el bisbe de l'estrena de Palla de' Mozzi de Marinuzzi amb Gilda Dalla Rizza, Galliano Masini, Giuseppe Nessi, Franci i Aristide Baracchi. El 1937 al Teatre Donizetti de Bèrgam va ser Dimo en l'estrena de Maria d'Alessandria de Giorgio Federico Ghedini amb Nessi, Antenore Reali i Baracchi i Raimondo a Lucia di Lammermoor amb Lina Aimaro, Gino Del Signore, Giovanni Malipiero, Angelo Mercuriali i Gino Bechi.
A la temporada 1939 a Roma dirigida per Tullio Serafin és Wotan a Das Rheingold amb Nessi i Giulio Neri i a Die Walküre amb Giuseppina Cobelli i Neri, al Parc del Valentino de Torí dirigida per Serafin, Carbon a Cyrano de Bergerac amb Magda Olivero, Antonio Melandri, Mercuriali i Afro Poli, Colline a La bohème amb Mafalda Favero, Malipiero i Poli, als Termes de Caracal·la, Ramfis a Aïda dirigida per Oliviero De Fabritiis amb Iva Pacetti, Ebe Stignani, Beniamino Gigli i Bechi i va actuar al Teatre Regio de Parma en el paper de Méphistophélès a Faust de Charles Gounod dirigida per Antonino Votto amb Olivero, Bruno Landi, Enzo Mascherini i Baracchi, que la crítica de l'època va definir com a "llibre de text".
El 1942 va ser repartit en diversos teatres d'Europa central, a Praga, Bonn, Stuttgart, Nuremberg, Dortmund, Essen ], Budapest, Magdeburg, Cottbus, on va interpretar el paper de Don Magnifico a La Cenerentola. Va estar actiu en els principals teatres internacionals així com a Europa, les seves aparicions van ser nombroses a Amèrica del Nord, a Amèrica del Sud i a Austràlia. Els dos papers que Mongelli va representar amb més èxit a l'escenari van ser els de Don Basilio i Mefistofele. Va cantar amb els cantants més grans de l'època com Maria Callas, Renata Tebaldi, Renata Scotto, Beniamino Gigli, Giacomo Lauri-Volpi, Franco Corelli, Ferruccio Tagliavini, Fedora Barbieri, Giulietta Simionato, Ettore Bastianini. Mongelli va ser el protagonista als quaranta del repertori wagnerià interpretat en idioma italià. En la segona part de la seva carrera va interpretar diversos papers en òperes italianes de compositors del segle XX, com ara Franco Alfano, Roffredo Caetani i Felice Lattuada. Va morir a Roma arran d'un atac de cor.

## Repertori
- Vincenzo Bellini
  - I puritani (Lord Gualtiero)
  - La sonnambula (Comte Rodolfo)
- Gioachino Rossini
  - El barber de Sevilla (Don Basilio)
  - La Cenerentola (Don Magnifico)
  - L'assedio di Corinto (Maometto II)
  - Guglielmo Tell (Gualtiero)
- Gaetano Donizetti
  - Lucia di Lammermoor (Raimondo)
  - L'elisir d'amore (Dulcamara)
  - Don Pasquale (Don Pasquale)
- Giuseppe Verdi
  - Aïda (Ramfis)
  - Ernani (Jago)
  - Il trovatore (Ferrando)
  - Rigoletto (Sparafucile)
  - Nabucco (Zaccaria)
  - La forza del destino (Pare guardiano)
  - La traviata (Giorgio Germont)
  - Don Carlo (Felip II)
  - La battaglia di Legnano (Barbarossa)
- Arrigo Boito
  - Mefistofele (Mefistofele)
  - Nerone (Simon Mago)
- Charles Gounod
  - Faust (Méphistophélès)
- Georges Bizet
  - Carmen (Zuniga i Escamillo)
- Richard Wagner
  - Das Rheingold (Wotan)
  - Die Walküre (Wotan)
  - Tristan und Isolde (Rei Marke)
  - Siegfried (Viandant)
  - Lohengrin (Enrico)
- Giacomo Puccini
  - La bohème (Schaunard e Colline)
  - Tosca (Scarpia)
  - La fanciulla del West (Rance)
- Pietro Mascagni
  - Guglielmo Ratcliff (Tom)
  - Il piccolo Marat (L'Orco)
- Amilcare Ponchielli
  - La Gioconda (Alvise)
- Franco Alfano
  - Cyrano de Bergerac (Carbon)
- Giorgio Federico Ghedini
  - Maria d'Alessandria (Dimo)
- Nikolai Rimski-Kórsakov
  - El gall d'or (Zar Dodon)
- Bedřich Smetana
  - Prodaná nevěsta (Kecal)
- Darius Milhaud
  - Cristoforo Colombo (Rei d'Espanya)
- Roffredo Caetani
  - L'isola del sole (Bartolomeo)
- Felice Lattuada
  - Don Giovanni (Don Gonzalo)
- Egisto Carducci
  - Amore sotto chiave (Don Felice)

## Discografia
- Puccini: La Fanciulla del West - Birgit Nilsson/Andrea Mongelli/Chorus & Orchestra of La Scala, Milan/Lovro von Matačić, Discover